# Хал ин Тирол
Хал ин Тирол (на немски: Hall in Tirol, в най-близък превод Хал в Тирол) е град в Западна Австрия. Разположен е в окръг Инсбрук на провинция Тирол около река Ин. Надморска височина 574 m. Първите сведения за града датират от 1256 г. Има жп гара. Отстои на 10 km източно от провинциалния център град Инсбрук. Население 12 408 жители към 1 април 2009 г.

## Побратимени градове
- Винтертур, Швейцария